# ジソピラミド
ジソピラミド（Disopyramide）は、心室性頻拍の治療に用いられる抗不整脈薬である。本剤はナトリウムチャネル遮断薬であり、クラスIaの抗不整脈薬に分類される。ジソピラミドは心室心筋に負の変力作用を及ぼし、収縮力を著しく低下させる。また、心臓に対する抗コリン作用も有しており、多くの副作用の原因となっている。ジソピラミドは経口および静脈内投与が可能であり、毒性は低い。

## 効能・効果

### 注射薬
- 緊急治療を要する下記不整脈[6]
  - 期外収縮（上室性、心室性）
  - 発作性頻拍（上室性、心室性）
  - 発作性心房細・粗動

### 徐放錠
- 頻脈性不整脈（他の抗不整脈薬が使用できないか無効の場合）[7]

### カプセル
- 期外収縮、発作性上室性頻脈、心房細動（他の抗不整脈薬が使用できないか無効の場合）[8]

## 禁忌
下記の患者には禁忌である。
- 高度の房室ブロック、高度の洞房ブロックのある患者 (注)(錠)(カ)
- 鬱血性心不全のある患者 (錠)(カ)
  - 重篤な鬱血性心不全のある患者 (注)
- 透析患者を含む重篤な腎機能障害のある患者 (錠)
- 高度な肝機能障害のある患者 (錠)
- スパルフロキサシン、モキシフロキサシン、トレミフェン、アミオダロン、エリグルスタット、フィンゴリモドを投与中の患者 (注)(錠)(カ)
- 閉塞隅角緑内障の患者 (注)(錠)(カ)
- 尿貯留傾向のある患者 (注)(錠)(カ)

左心室収縮機能障害および低駆出率の患者には投与してはならない。LV収縮機能が正常または異常な患者にジソピラミドを使用しても、心不全や重篤低血圧は認められない。

## 副作用
重大な副作用として、
- 心停止、心室細動、心室頻拍（Torsades de pointesを含む）、心室粗動、心房粗動、房室ブロック、洞停止、失神 (注)(錠)(カ)
  - 呼吸停止、心房停止、心室性期外収縮、血圧低下 (注)
  - 心不全悪化など (錠)(カ)
- 低血糖 (注)(錠)(カ)
- ショック (注)
- 無顆粒球症 (錠)(カ)
- 肝機能障害、黄疸 (錠)(カ)
- 麻痺性イレウス (錠)(カ)
- 緑内障悪化 (錠)(カ)
- 痙攣 (錠)(カ)

が知られている。
アトロピン様（抗コリン）作用を持ち、
- 口渇
- 便秘
- 尿閉 - 症候性前立腺肥大の患者にはジソピラミドを投与してはならない。
- 霧視
- 緑内障
- 発疹
- 無顆粒球症

が生じうる。
さらに、ジソピラミドはグリクラジド、インスリン、メトホルミンの血糖降下作用を増強する可能性がある。

## 作用機序
ジソピラミドのIa群の活性は、ナトリウムチャネルを標的として伝導を阻害するという点で、キニジンと類似している。ジソピラミドは、心臓の活動電位の第0相における心筋細胞のナトリウム透過性の上昇を抑制し、その結果、内向きナトリウム電流を減少させる。この結果、興奮の閾値が上昇し、立ち上がり速度が低下する。ジソピラミドは、QRS波とP波の継続時間を延長することによりPR間隔を延長する。この効果は心房から心室への活動電位の伝搬を遅らせるため、心室頻拍の治療に特に適している。ジソピラミドは、βまたはαアドレナリン受容体の遮断薬としては作用しないが、心室心筋に対して有意な陰性変力作用を示す。その結果、ジソピラミドの使用は収縮力を低用量で42％、高用量で100％まで低下させ、心不全を引き起こす可能性がある。
Levitesは、虚血性心疾患後のリエントリー性不整脈に対するジソピラミドの二次的な作用機序の可能性を提案した。ジソピラミドは不応期を延長させるだけでなく、梗塞心筋と正常心筋の不応期の不均質性を減少させる。このことは、信号が励起されない不応状態の組織に遭遇する可能性が高くなるため、回帰性不整脈の脱分極の可能性を減少させる。これは、洞房結節と房室結節への組織のペースメーカー制御を回復させるので、心房細動と心室細動の治療法の可能性を提供するものである。

## 閉塞性肥大性心筋症
肥大型心筋症（HCM）は、最も一般的な遺伝性心疾患であり、一般人口の1⁄500～1⁄1000の割合で発生すると言われている。米国には肥大型心筋症の患者が60万人、日本では21,900人居ると推定される。HCMの最も一般的な型は、収縮期僧帽弁前方運動による左室（LV）内閉塞と僧帽弁-中隔接触を呈し、心エコーで容易に診断される。陰性変力薬による薬物治療が第一選択である。β遮断薬が最初に使用され、息切れ、胸痛、運動不耐性の症状を改善するが、安静時の左室内圧較差は減少せず、症状をコントロールするには不充分であることが多い。多くの研究者や臨床医は、ジソピラミド徐放製剤が安静時血圧較差を減少させ、症状を改善させる最も強力な薬剤であると考えている。ジソピラミドは30年以上に亘って活発に使用されてきた。閉塞性HCMに対するジソピラミド投与は、閉塞性HCM治療に関する2011年の米国心臓協会/米国心臓病学会財団のガイドラインでIIaの推奨となっている。IIaの治療推奨とは、ベネフィットがリスクを上回り、治療を行うことが妥当であることを示している。
陰性変力薬は、左室の駆出加速度および僧帽弁に掛かる流体力学的な力を減少させることにより、左室の閉塞を改善する。ジソピラミドの特別な効果はその強力な陰性変力作用によるもので、直接比較ではβ遮断薬やベラパミルのいずれよりも血圧低下の効果が高い。ジソピラミドは最も頻繁にβ遮断薬と併用される。β遮断薬に抵抗性の患者に使用した場合、ジソピラミドは60％の症例で有効であり、外科的中隔切除術のような侵襲的処置が必要ない程度に症状や較差を軽減することができる。
ジソピラミドはその有効性にもかかわらず、大きな副作用が1つあるため米国での使用は制限されているが、カナダ、英国、日本では広く使用されている。迷走神経遮断は予想通り口腔乾燥を引き起こし、前立腺肥大症の男性では尿閉を引き起こす可能性がある。Teichmanらは、ピリドスチグミンとジソピラミドの併用により、抗不整脈作用を損なうことなく迷走神経毒性の副作用を大幅に軽減することを示した。この併用療法は、閉塞性HCMにおいても大規模なコホートにおいて、有効かつ安全であることが示されている。臨床家の中には、ジソピラミドの投与を開始した全ての患者にピリドスチグミン徐放製剤を処方する医師も居る。閉塞性HCMでは用量反応相関があり、高用量でより低い較差が得られるため、この併用はジソピラミドの高用量投与に対する許容度を高める。
ジソピラミドに関するもう一つの懸念は、そのI型の抗不整脈作用により突然死を誘発する可能性があるという仮説であった。しかし、ある多施設登録と最近の2つのコホート登録により、突然死の発生率は病気そのものによるものよりも低いことが示され、この懸念はほとんど消失した。
ジソピラミドは一般に、外科的中隔切除術（開心術）やアルコール中隔焼灼（心臓発作の抑制）による侵襲的中隔縮小術に進む前に患者に試される最後の薬剤であるという臨床的観点から、この薬剤に関するこれらの懸念は理解されなければならない。これらの侵襲的な処置は、いずれも罹患率と死亡率のリスクがある。
選ばれた患者に対しては、侵襲的な中隔縮小術に進む前にジソピラミドの経口投与を試みることは妥当な方法である。ジソピラミドに反応した患者には、引き続き同薬剤が投与される。障害が残る患者や副作用のある患者は、速やかに中隔縮小術に移行する。このような段階的な戦略を用いることで、生存期間は年齢をマッチさせた正常な米国人集団で観察されるものと変わらないと報告されている。

## 参考資料
1. ↑  Guyton, Arthur C.; Hall, John E. (2006). Textbook of Medical Physiology (11th ed.). Philadelphia: Elsevier Saunders
2. ↑  Rizos, I; Brachmann, J; Lengfelder, W; Schmitt, C; von Olshausen, K; Kübler, W; Senges, J (1987). “Effects of intravenous disopyramide and quinidine on normal myocardium and on the characteristics of arrhythmias: Intraindividual comparison in patients with sustained ventricular tachycardia”. European Heart Journal 8 (2):  154–63. doi:10.1093/oxfordjournals.eurheartj.a062243. PMID 3569310.
3. 1 2 3  Kim, S. Y.; Benowitz, N. L. (1990). “Poisoning due to class IA antiarrhythmic drugs. Quinidine, procainamide and disopyramide”. Drug Safety 5 (6):  393–420. doi:10.2165/00002018-199005060-00002. PMID 2285495.
4. 1 2  Levites, R; Anderson, G. J. (1979). “Electrophysiological effects of disopyramide phosphate during experimental myocardial ischemia”. American Heart Journal 98 (3):  339–44. doi:10.1016/0002-8703(79)90046-2. PMID 474380.
5. 1 2 3 4 5  Mathur, P. P. (1972). “Cardiovascular effects of a newer antiarrhythmic agent, disopyramide phosphate”. American Heart Journal 84 (6):  764–70. doi:10.1016/0002-8703(72)90069-5. PMID 4150336.
6. 1 2  “リスモダンP静注50mg 添付文書”. www.info.pmda.go.jp. 2022年1月11日閲覧。
7. 1 2  “リスモダンR錠150mg 添付文書”. www.info.pmda.go.jp. 2022年1月11日閲覧。
8. 1 2  “リスモダンカプセル100mg／リスモダンカプセル50mg 添付文書”. www.info.pmda.go.jp. 2022年1月11日閲覧。
9. ↑  Rang and Dale's pharmacology
10. ↑  Hulting J, Rosenhamer G: Hemodynamic and electrocardiographic effects of disopyramide in patients with ventricular arrhythmia. Acta Med Scand 199:41-51, 1976.
11. ↑  Guyton, Arthur C., Hall, John E. (2006). Textbook of Medical Physiology (11th ed.). Philadelphia: Elsevier Saunders.
12. ↑  Katzung, Bertram G., Masters, Susan B., Trevor, Anthony J. (2009). Basic and Clinical Pharmacology (11th ed.). New York: McGraw Hill
13. ↑  “肥大型心筋症（指定難病５８） – 難病情報センター”. www.nanbyou.or.jp. 2022年1月12日閲覧。
14. 1 2  “Long-term survival in patients with resting obstructive hypertrophic cardiomyopathy comparison of conservative versus invasive treatment”. J Am Coll Cardiol 58:  2313–2321. (2011). doi:10.1016/j.jacc.2011.08.040.
15. 1 2  “Multicenter study of the efficacy and safety of disopyramide in obstructive hypertrophic cardiomyopathy”. J Am Coll Cardiol 45 (8):  1251–1258. (2005). doi:10.1016/j.jacc.2005.01.012. PMID 15837258.
16. ↑  “Historical trends in reported survival rates in patients with hypertrophic cardiomyopathy”. Heart 92 (6):  785–791. (2006). doi:10.1136/hrt.2005.068577. PMC 1860645. PMID 16216855.
17. 1 2 3 4 5  Sherrid, M. V.; Shetty, A; Winson, G; Kim, B; Musat, D; Alviar, C. L.; Homel, P; Balaram, S. K. et al. (2013). “Treatment of obstructive hypertrophic cardiomyopathy symptoms and gradient resistant to first-line therapy with β-blockade or verapamil”. Circulation: Heart Failure 6 (4):  694–702. doi:10.1161/CIRCHEARTFAILURE.112.000122. PMID 23704138.
18. ↑  Pollick C (1982). “Muscular subaortic stenosis: Hemodynamic and clinical improvement after disopyramide”. N Engl J Med 307 (16):  997–999. doi:10.1056/nejm198210143071607.
19. ↑  “accf/aha guideline for the diagnosis and treatment of hypertrophic cardiomyopathy: A report of the American College of Cardiology Foundation/American Heart Association task force on practice guidelines. Developed in collaboration with the American Association for Thoracic Surgery, American Society of Echocardiography, American Society of Nuclear Cardiology, Heart Failure Society of America, Heart Rhythm Society, Society for Cardiovascular Angiography and Interventions, and Society of Thoracic Surgeons”. J Am Coll Cardiol 58 (25):  e212–260. (2011). doi:10.1016/j.jacc.2011.06.011. PMID 22075469.
20. ↑  Kajimoto K, Imai T, Minami Y, Kasanuki H. Comparison of acute reduction in left ventricular outflow tract pressure gradient in obstructive hypertrophic cardiomyopathy by disopyramide versus pilsicainide versus cibenzoline. Am J Cardiol. 2010;106:1307-1312
21. ↑  “Disopyramide-pyridostigmine interaction: Selective reversal of anticholinergic symptoms with preservation of antiarrhythmic effect”. J Am Coll Cardiol 10 (3):  633–641. (1987). doi:10.1016/s0735-1097(87)80207-3.
22. ↑  Sherrid MV, Arabadjian M. A primer of disopyramide treatment of obstructive hypertrophic cardiomyopathy. Prog Cardiovasc Dis. 2012;54:483-492